# Felségsértés
A felségsértés (latinul crimen laesae Majestatis) monarchikus államformájú államokban az uralkodó személye vagy az állam elleni bűncselekmény. Magyarországon az ezen a címen a büntetőjog által védett személyek köre az uralkodón túl a királyi ház tagjaira, 1920 után a kormányzóra is kiterjedt.

## Az egykori magyar jog szerint
Régi hazai jogunk szerint az államkötelék elleni büntettek köréhez tartozott a  felségsértés vagy felségárulás vagy pártütés, valamint a hűtelenség. 
A Pallas nagy lexikona szerint "...a király személye ellen intézett olyan  merénylet, amely őt uralkodói állásában támadja meg s uralkodói jogainak gyakorlatára képtelenné teszi, vagy azoknak gyakorlatában akadályozza; tehát jelesül a királynak meggyilkolása, megölése, vagy erre irányuló kísérlet; a király testi épségének megsértése, a királynak személyes szabadságától megfosztása a felségsértés fogalma alá esik."

### Esetei
A felségsértés esetei a következők voltak:
1. összeesküvés az ország ellen ([4];
2. összeesküvés a király, nevezetesen épsége és méltósága ellen;[5]
3. összeesküvés megkísérlése;[6]
4. ilyen merényletben való közreműködés,azzal való  egyetértés;[7]
5. a felségsértés feljelentésének elmulasztása biztos tudomás és bizonyíthatóság esetében;[8]
6. a király élete elleni törekvés;
7. király személyének tettleges bántalmazása;
8. a király tartózkodási helyének erőszakos megtámadása;
9. belháború támasztása.

A Rákóczi-szabadságharc után alkották meg az 1715. évi VII. törvénycikket a felségsértés eseteiről, amely idézett bizonyos régibb törvényeket is n.
Ugyanakkor az 1715. évi XLIX. törvénycikk a belháború fejeit, Rákóczit és Bercsényit felségsértésben bűnösöknek mondta ki.
A felségsértés büntetése a halál volt, továbbá a bűnös osztályrészére eső, valóságos tulajdonában levő ingó és ingatlan javainak elkobzása. Sőt, az 1715. évi IX. t.c. a vagyonelkobzást még az ártatlan gyermekek vagyonrészére is kiterjesztette. Ezt a szigort csak az 1781. évi LVI. t.c. szüntette meg. A halálbüntetést régebben kerékbetöréssel és nem ritkán más súlyosbításokkal hajtották végre;  a büntetés nem egyszer -  jellegéből kivetkőzve -, a bűnös ártatlan hozzátartozóit sem kímélő bosszúvá fajult.

### A felségsértés a Csemegi-kódexben
A magyar büntető törvénykönyv az elnevezést (felségsértés és hűtelenség) megtartotta, azonban lényegesen eltérő tartalommal.
Az 1878. évi magyar btkv. szerint a felségsértés az állam, illetőleg ennek leglényegesebb alkotórészei megsemmisítésére irányuló erőszakos merénylet. Ezek a leglényegesebb alkotórészek a következúk voltak: I. az uralkodó, II. az alkotmány, III. a terület.

### Az uralkodó sérelmére
I. A felségsértést, amelynek tárgya az uralkodó, az követi el
1. aki a királyt meggyilkolja, szándékosan megöli vagy ezeknek a cselekményeknek valamelyikét megkísérli;
2. aki a király testi épségét megsérti vagy őt az uralkodásra képtelenné teszi;
3. aki a királyt az ellenség hatalmába adja, az uralkodásnak gyakorlatában akadályozza, vagy személyes szabadságától megfosztja;
4. az előbbi 2 pontban meghatározott cselekmények valamelyikét megkísérli.

A bBüntetés az 1. pont esetében a halál, a 2. és 3. pont esetében életfogytig tartó, a 4. pont esetében 10-15 évig terjedő fegyház lehetett.

### Az alkotmány sérelmére
II. Az alkotmány védelmében felségsértést képezett:
1. a trónöröklés törvényes rendjének;
2. a magyar állam alkotmányának, a magyar államot képező országok közt fennálló államközösségnek, a magyar állam és az osztrák-magyar monarchia másik állama között fennálló kapcsolat erőszakos megváltoztatására közvetlenül irányzott merénylet.

- A büntetés mértéke 10-15 évig terjedő államfogház lehetett.

### A terület sérelmére
III. A terület védelmében felségsértésnek minősült minden oly merénylet, amely közvetlenül arra irányult, hogy a magyar államnak vagy a monarchia másik államának területe erőszakkal idegen uralom alá jusson, vagy azon államtól, amelyhez tartozik, erőszakkal elszakítsák. Büntetése életfogytig tartó fegyház lehetett. Büntetés tárgyát képezte továbbá
1. a felségsértés elkövetésére irányuló szövetség, amely létrejött, mihelyt két vagy több személy a felségsértés elkövetését közös egyetértéssel elhatározta, súlyosabb büntetési tétellel arra az esetre, ha a szövetségen felül előkészületi cselekményt is elkövettek;
2. az I. alatti felségsértés elkövetésére szövetkezés nélkül tett előkészület;
3. felségsértés elkövetésére intézett egyenes és nyilvános felhívás. A nyilvánosság alatt irat, nyomtatvány, képes ábrázolat terjesztése vagy közszemlére kiállítása is értetvén;
4. a felségsértés feljelentésének elmulasztása, kivéve, ha a célba vett bűntettet abbahagyták. De valamint a büntetendőség határai a felségsértésnél tovább terjedtek, mint más bűncselekményeknél (a szövetségnek  és az előkészületi cselekményekneka  büntetendősége), úgy tágasabbak voltak a büntetlenség határai is. A felségsértés büntethetősége megszűnt a cselekmény felfedezése előtti önkényes elállás és a káros következményeknek önerejéből vagy a hatóságnak történt feljelentése folytán történt elhárítása esetében. A főbüntetésen felül a hivatalvesztés és a politikai jogok gyakorlatának felfüggesztése is megállapítandó volt.

### Az 1913. évi XXXIV. törvénycikk
A  király megsértéséről és a királyság intézményének megtámadásáról szóló 1913. évi XXXIV. törvénycikk rendelkezései a korábbi szabályokat szigorították.

## A királysértés
A király fokozott büntetőjogi védelmét a felségsértésen túl királysértés törvényi tényállása is szolgálta. A király iránt tartozó tiszteletnek megsértése ugyanis nem felségsérténeks, hanem királysértésnek minősült, míg a királynak tettleges bántalmazása (amennyiben nem képezett felségsértést), királybántalmazás címén volt büntetendő.
Mindez a folyománya volt a magyar történelmi alkotmánynak az 1848. III. t.-c. 1. §-ában foglalt azon alaptételének, amely szerint: «Ő felségének, a királynak személye szent és sérthetetlen».
A kivételes közjogi állás, amely alkotmányunk szerint a királyi családot, illetve a királyi házat megillette, a fokozott védelemnek a királyi család, illetve a királyi ház tagjaira kiterjesztését is indokolttá tette.
Az egykori magyar büntetőjog  szerint ide tartozott
1. a királynak tettleges bántalmazása, amennyiben a cselekmény felségsértést nem képez, mint bűntett 10-15 évig terjedhető fegyházzal, hivatalvesztéssel és a politikai jogok gyakorlatának felfüggesztésével büntetendő;
2. a király ellen elkövetett sértés mint vétség 2 évig terjedhető fogházzal, sajtó útján történt elkövetés esetében 3 évig terjedhető államfogházzal s mindkét esetben hivatalvesztéssel is büntetendő. A sértés fogalma nem azonos a becsületsértés fogalmával; a király iránt tartozó kiváló tiszteletnek bárminő megsértése büntetés alá esik;
3. a királyi család valamely tagjának tettleges bántalmazása, amennyiben súlyosabb bűntettet nem képez, öt évig terjedhető fegyházzal, és 1. alatt említett mellékbüntetésekkel;
4. a királyi ház valamelyik tagja ellen elkövetett sértés mint vétség 1 évig terjedhető fogházzal, sajtó útján történt elkövetés esetében 2 évig terjedhető államfogházzal büntetendő.

### Értelmezési kérdések
A királyi család és a királyi ház fogalmait elfogadhatatlan eredmények kikerülése céljából azonos fogalmaknak kell vennünk, habár némelyek szerint a királyi ház tagjainak fogalma tágabb, akként, hogy a királyi családhoz a királyi háznak azon tagjai tartoznak csupán, akik nemcsak főhercegek, hanem cs. kir. fenségek is, mely címet csak I. Ferenc király fivéreinek és nővéreinek utódai viselték.

### A kormányzósértés
A kormányzósértés egy bűncselekmény (vétség) volt a két világháború közötti magyar büntetőjogban.
Az 1920 : I. t. c. értelmében ugyanaz a büntetőjogi védelem illette meg Magyarország kormányzóját, mint a törvényes királyt. Ahol tehát a büntetőjogszabályok a királyt  említették, ott egyben a kormányzó is értendő volt. A törvénycikk 14 §-a szerint „a kormányzó személye sérthetetlen és ugyanolyan büntetőjogi védelemben részesül, mint törvényeink szerint a király". Aki tehát a kormányzó ellen sértést követett el, vagy tényeit sértő módon bírálta, a király megsértéséről szóló törvény (1913:XXXIV. t.-c. 2. §.) rendelkezéseinek megfelelő alkalmazásával két évig, ha pedig a sértést sajtó útján vagy nyilvánosan szóval követte el, 3 évig terjedő fogházbüntetéssel volt büntethető.
Kormányzósértés címén ítélték el – többek között – Sztáron Sándort, Beniczky Ödönt és Hock Jánost.